# Райони Молдови
Райо́н Респу́бліки Молдо́ва (рум. Raioanele Republicii Moldova) — адміністративна одиниця Молдови першого (найвищого) рівня.

## Адміністративно-територіальний поділ Республіки Молдова
Райони (Raioanele) є первинними (найвищими) одиницями адміністративно-територіальної організації Республіки Молдова, які поділяються на села (комуни) та міста (муніципії, municipii), які є одиниці другого (найнижчого) рівня адміністративного поділу. Районів налічується 32. Окрім того, налічується 13 муніципій, які разом із районами є адміністративними одиницями першого, найвищого рівня. Також у складі країни - 2 автономних утворення. 
Адміністративною одиницею другого, найнижчого рівня, є міста (загалом 66, але 12 із них - муніципії) та комуни (914). З них 844 знаходяться на підконтрольній Кишиневу території, а 69 - в Стянга Дністрі. У складі комун - 15.
Всього в Молдові 1681 населений пункт. Муніципалітетам (містам) підпорядковано 39 сіл. 914 сільських населених пунктів мають статус комун (є їх центарми) і 660 є селами, підпорядкованими цим громадам.
Придністров'я (самопроголошена Придністровська Молдавська Республіка, — див. Адміністративний поділ Придністровської Молдавської Республіки) поділяється на 5 районів:
- Григоріопольський
- Дубосарський
- Кам'янський
- Рибницький
- Слободзейський

Автономне утворення Гагаузія, до складу якої входять:
- 1 муніципій — Комрат,
- 2 міста — Вулканешти і Чадир-Лунга,
- 27 сіл, з яких 7 входять до складу трьох комун,
- 2 населені пункти зі статусом залізничної станції (вузла) — Вулканешти (входить до складу міста Вулканешти) і Етулія (входить до складу комуни Етулія).

Райони Придністров'я та Гагаузії не є на одному рівні з 32 районами країни.

## Список

### Райони Молдови за алфавітом
1. Аненій-Нойський · Anenii Noi
2. Бессарабський · Basarabeasca
3. Бричанський · Briceni
4. Кагульський · Cahul
5. Кантемірський · Cantemir
6. Калараський · Călărași
7. Каушенський · Căușeni
8. Чимішлійський · Cimișlia
9. Кріуленський · Criuleni
10. Дондушенський · Dondușeni
11. Дрокійський · Drochia
12. Дубесарський · Dubăsari
13. Єдинецький · Edineț
14. Фалештський · Fălești
15. Флорештський · Florești
16. Глоденський · Glodeni
17. Гинчештський · Hîncești
18. Яловенський · Ialoveni
19. Леовський · Leova
20. Ніспоренський · Nisporeni
21. Окницький · Ocnița
22. Оргіївський · Orhei
23. Резинський · Rezina
24. Ришканський · Rîșcani
25. Синжерейський · Sîngerei
26. Сороцький · Soroca
27. Страшенський · Strășeni
28. Шолданештський · Șoldănești
29. Штефан-Водський · Ștefan Vodă
30. Тараклійський · Taraclia
31. Теленештський · Telenești
32. Унгенський · Ungheni

### Райони Молдови за чисельністю населення
Список містить райони Республіки Молдова (без районів Придністров'я), станом на 1 січня 2015.
| №   | Район                | Населення, тис. осіб | Відсоток від населення Молдови | Площа, км² | Густина, осіб/км² |
| --- | -------------------- | -------------------- | ------------------------------ | ---------- | ----------------- |
| 01. | Raionul Orhei        | ▼ 125,2              | 3,53%                          | 1228,31    | 102,3             |
| 02. | Raionul Cahul        | ▼ 124,6              | 3,51%                          | 1545,28    | 80,8              |
| 03. | Raionul Hîncești     | ▼ 120,7              | 3,40%                          | 1475,13    | 82,3              |
| 04. | Raionul Ungheni      | ▬ 117,4              | 3,29%                          | 1082,62    | 99,1              |
| 05. | Raionul Ialoveni     | ▲ 100,9              | 2,81%                          | 783,49     | 127,8             |
| 06. | Raionul Soroca       | ▬ 100,1              | 2,81%                          | 1042,99    | 96,0              |
| 07. | Raionul Sîngerei     | ▼ 92,4               | 2,62%                          | 1033,71    | 90,1              |
| 08. | Raionul Strășeni     | ▲ 92,2               | 2,57%                          | 729,12     | 125,6             |
| 09. | Raionul Fălești      | ▼ 91,8               | 2,59%                          | 1072,60    | 85,8              |
| 10. | Raionul Căușeni      | ▼ 90,8               | 2,57%                          | 1185,16    | 69,9              |
| 11. | Raionul Florești     | ▼ 88,1               | 2,49%                          | 1108,19    | 82,3              |
| 12. | Raionul Drochia      | ▼ 88,0               | 2,49%                          | 999,91     | 88,9              |
| 13. | Raionul Anenii Noi   | ▬ 83,4               | 2,33%                          | 887,62     | 93,7              |
| 14. | Raionul Edineț       | ▼ 81,2               | 2,30%                          | 932,92     | 88,0              |
| 15. | Raionul Călărași     | ▼ 78,1               | 2,21%                          | 753,55     | 104,2             |
| 16. | Raionul Criuleni     | ▼ 73,6               | 2,06%                          | 687,95     | 106,7             |
| 17. | Raionul Briceni      | ▼ 73,4               | 2,09%                          | 814,44     | 91,4              |
| 18. | Raionul Telenești    | ▼ 72,9               | 2,06%                          | 848,62     | 86,6              |
| 19. | Raionul Ștefan Vodă  | ▼ 70,7               | 2,00%                          | 998,38     | 71,4              |
| 20. | Raionul Rîșcani      | ▼ 68,4               | 1,94%                          | 936,03     | 73,8              |
| 21. | Raionul Nisporeni    | ▼ 65,9               | 1,86%                          | 629,02     | 105,4             |
| 22. | Raionul Cantemir     | ▼ 62,1               | 1,75%                          | 867,86     | 71,8              |
| 23. | Raionul Cimișlia     | ▼ 60,4               | 1,71%                          | 867,86     | 65,9              |
| 24. | Raionul Glodeni      | ▼ 60,0               | 1,71%                          | 754,18     | 80,7              |
| 25. | Raionul Ocnița       | ▼ 54,3               | 1,56%                          | 597,47     | 93,0              |
| 26. | Raionul Leova        | ▼ 53,0               | 1,49%                          | 764,73     | 69,7              |
| 27. | Raionul Rezina       | ▼ 51,0               | 1,46%                          | 621,79     | 83,4              |
| 28. | Raionul Taraclia     | ▼ 43,7               | 1,23%                          | 673,69     | 65,4              |
| 29. | Raionul Dondușeni    | ▼ 43,3               | 1,24%                          | 644,12     | 68,8              |
| 30. | Raionul Șoldănești   | ▼ 42,1               | 1,20%                          | 598,37     | 71,4              |
| 31. | Raionul Dubăsari     | ▲ 35,3               | 0,99%                          | 309,22     | 114,2             |
| 32. | Raionul Basarabeasca | ▼ 28,6               | 0,81%                          | 294,54     | 97,8              |